# Powiat de Piła
Le powiat de Piła (polonais : powiat pilski) est un powiat (district) de la voïvodie de Grande-Pologne, dans le centre-ouest de la Pologne.
Elle est née le 1er janvier 1999, à la suite des réformes polonaises de gouvernement local passées en 1998.
Le siège administratif du powiat est la ville de Piła, qui se trouve à 85 kilomètres au nord de Poznań, capitale de la voïvodie de Grande-Pologne. Le powiat possède 4 autres villes : Wyrzysk, située à 36 kilomètres à l'est de Piła, Ujście, à 10 kilomètres au sud de Piła, Łobżenica, à 37 kilomètres à l'est de Piła, et Wysoka, à 25 kilomètres à l'est de Piła.
Le district couvre une superficie de 1 267,1 kilomètres carrés. En 2009, sa population totale est de 137 562 habitants, avec une population pour la ville de Piła de 75 044 habitants, pour la ville de Wyrzysk de 5 234 habitants, pour la ville de Ujście de 3 899 habitants, pour la ville Łobżenica de 3 172 habitants, pour la ville de Wysoka de 2 750 habitants et une population rurale de 47 000 habitants.

## Powiaty voisines

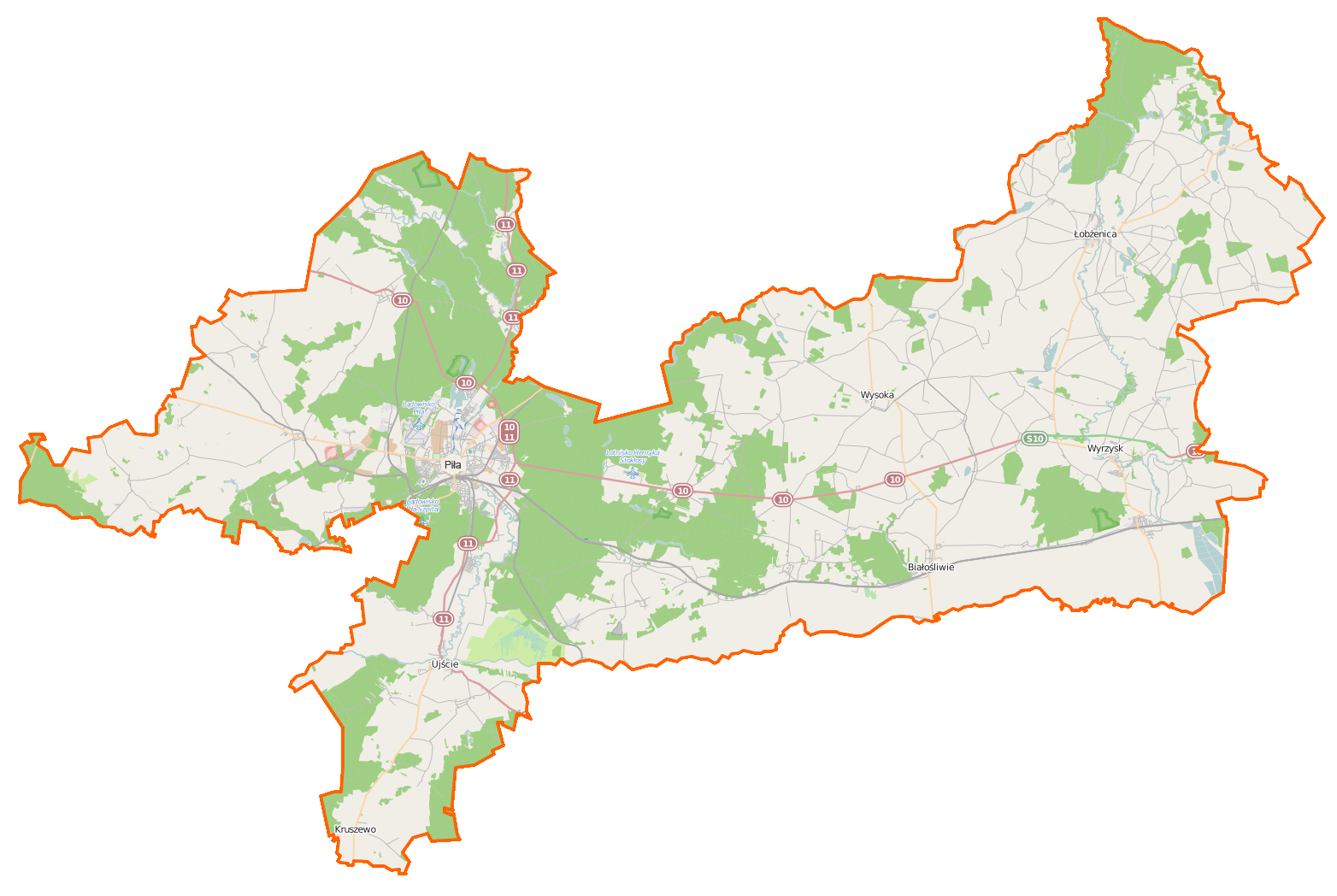
Plan du powiat.

La Powiat de Piła est bordée des powiaty de : 
- Złotów au nord ;
- Sępólno et Nakło à l'est ;
- Wągrowiec au sud-est ;
- Chodzież et Czarnków-Trzcianka au sud ;
- Wałcz au nord-ouest.

## Division administrative
Le powiat est divisé en neuf gminy (communes) :
| Gmina                 | Type         | Superficie (km2) | Population (2006) | Siège                 |
| Piła                  | urbain       | 102,7            | 75 044            |                       |
| Wyrzysk               | urbain-rural | 160,8            | 14 132            | Wyrzysk               |
| Łobżenica             | urbain-rural | 190,7            | 9 853             | Łobżenica             |
| Ujście                | urbain-rural | 126              | 8 009             | Ujście                |
| Szydłowo              | rural        | 267,5            | 7 594             | Szydłowo              |
| Kaczory               | rural        | 150              | 7 526             | Kaczory               |
| Wysoka                | urbain-rural | 123              | 6 890             | Wysoka                |
| Białośliwie           | rural        | 75,7             | 4 847             | Białośliwie           |
| Miasteczko Krajeńskie | rural        | 70,7             | 3 204             | Miasteczko Krajeńskie |

## Démographie
Données du 30 juin 2005 :
| description | Total   | Total | Femmes | Femmes | Hommes | Hommes |
| ----------- | ------- | ----- | ------ | ------ | ------ | ------ |
| Unité       | Nombre  | %     | Nombre | %      | Nombre | %      |
| Population  | 137 127 | 100   | 70 198 | 51,19  | 66 929 | 48,81  |
| Urbain      | 90 273  | 65,83 | 46 877 | 34,19  | 43 396 | 31,65  |
| Rural       | 46 854  | 34,17 | 23 321 | 17,01  | 23 533 | 17,16  |

## Histoire
De 1975 à 1998, les différents gminy du powiat actuelle appartenait administrativement à la Voïvodie de Piła.

La Powiat de Piła est créée le 1er janvier 1999, à la suite des réformes polonaises de gouvernement local passées en 1998 et est rattachée à la voïvodie de Grande-Pologne.

## Réseau routier
La Powiat est traversé par la route nationale 11 (qui relie Koszalin à Katowice), la route nationale 10 (qui relie Szczecin à Varsovie), la route secondaire 179 (qui relie Piła à Gorzów Wielkopolski), la route secondaire 180 (qui relie Piła à Wieleń), la route secondaire 188 (qui relie Piła à Człuchów), la route secondaire 190 (qui relie Krajenka à Gniezno) et la route secondaire 242 (qui relie Więcbork à Falmierowo).